# 東藻琴村

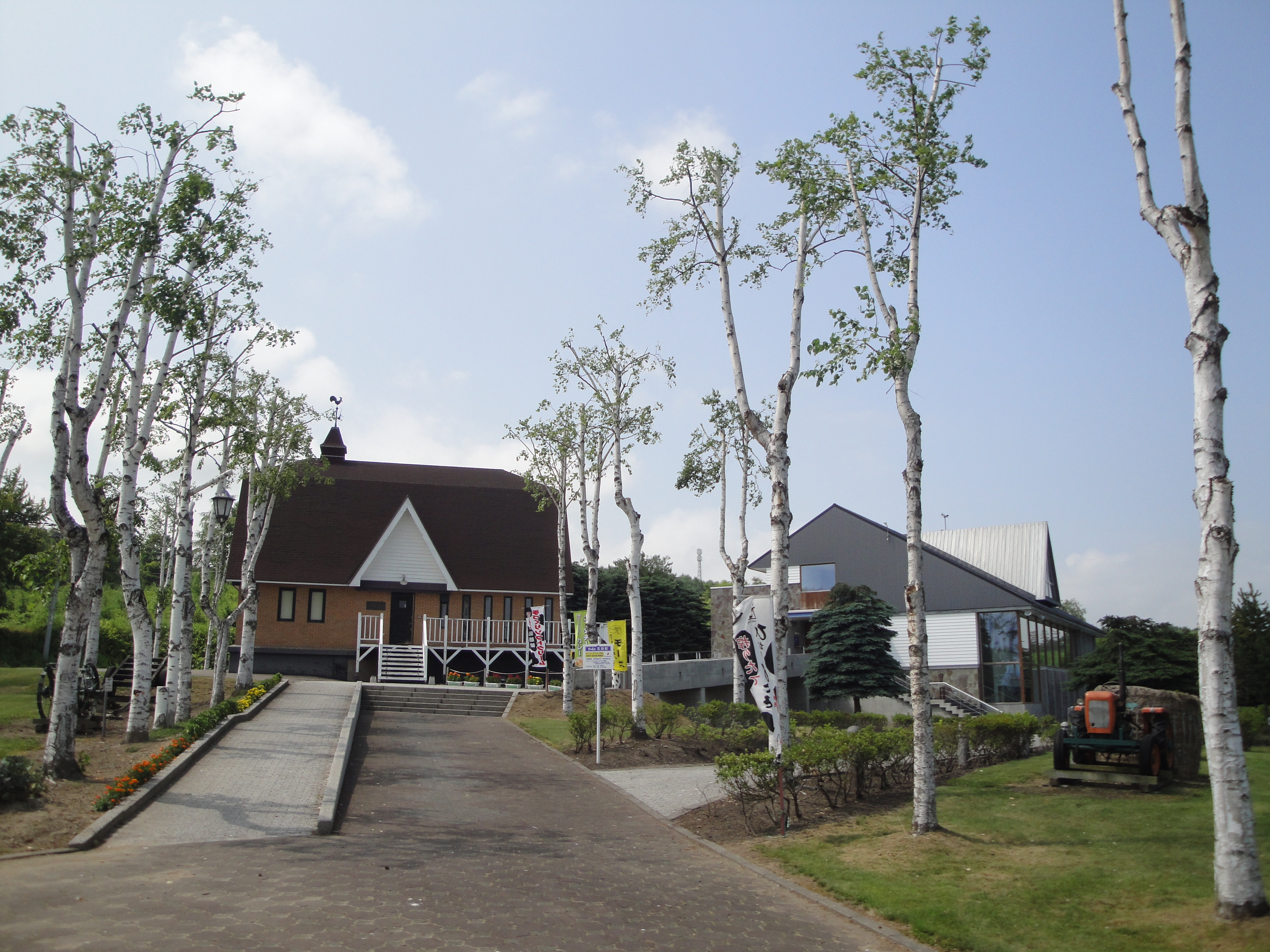
ひがしもこと乳酪館と東藻琴乳製品加工研究所

東藻琴村（ひがしもことむら）は、かつて北海道網走支庁管内の網走郡にあった村。2006年3月31日、女満別町と合併し、大空町となった。
村名の由来は、アイヌ語「モコト」または「モムト（眠っている沼）」から。

## 地理
網走支庁東部に位置、網走市南部に接する。北部から南部の山岳地帯にかけて平野・丘陵が広がる。
- 山: 藻琴山 (1000 m)

### 隣接していた自治体
- 網走支庁
  - 網走市
  - 網走郡：女満別町、美幌町
  - 斜里郡：小清水町
- 釧路支庁
  - 川上郡：弟子屈町

## 歴史
- 1947年（昭和22年）2月11日 - 網走町（現：網走市）の市昇格と同時に、10行政字（東藻琴、末広、山園、福富、千草、西倉、大進、明生、新富、旭台=以前の網走村、新栗履（にくりばけ）村、藻琴村、娜寄（なよろ）村、濤沸（とうふつ）村の各一部に相当する地域）が分村。

## 経済

### 産業
農業（畑作）、酪農が発達。ナチュラルチーズなどの加工乳製品が多く生産される。

## 姉妹都市・提携都市

### 国内
- 熊本県八代郡宮原町（現：氷川町）

## 教育
- 村立高等学校
  - 東藻琴高等学校
- 中学校
  - 東藻琴中学校
- 小学校
  - 東藻琴小学校

## 交通

### 空港
- 女満別空港 （女満別町）

### 鉄道
かつて東藻琴村営軌道が運行されていたが既に廃止されている。

### バス
- 網走交通バスが山園地区（藻琴山温泉、芝桜公園方面）と網走市（藻琴駅、網走バスターミナル、網走駅方面）まで路線バスを運行。

### 道路
- 一般国道
  - 国道334号
- 都道府県道
  - 北海道道102号網走川湯線
  - 北海道道767号明生北浜線
  - 北海道道995号東藻琴豊富線

## 名所・旧跡・観光スポット・祭事・催事

### 観光
- 藻琴山
- 藻琴山温泉（ほか、村中心部でも温泉が湧出する）
- 芝桜公園（5 - 6月にかけてシバザクラが山稜一面に咲く）

### 祭り
- ノンキーランド芝桜祭り（5 - 6月）

## 著名な出身者
- 佐藤俊彰 - ホクレン農業協同組合連合会代表理事会長